# Simetsberg (Estergebirge)
Der Simetsberg ist ein 1840 m ü. NHN hoher Berg im Estergebirge in den Bayerischen Voralpen. Der alleinstehende Gipfel ist die östlichste Erhebung des Estergebirges. Vor allem auf der Ostseite sind im unteren Drittel des Berges mehrere begehbare Höhlen eingelagert. Der Gipfel ist als leichte Bergwanderung von Wallgau aus erreichbar. Geologisch interessant ist der Aufstieg über den sog. Schwarzen Graben. Im Winter ist die Tour auch bei Schneeschuhgängern beliebt. Eine reizvolle Tour führt vom Simetsberg über den Wildsee zur Wallgauer Alm. Von Eschenlohe aus kann man mit dem Rad bis auf 1470 m Höhe fahren und dann zu Fuß auf einem spärlich markierten Weg den Gipfel erklimmen.